# Prémeyzel
Prémeyzel ist eine französische Gemeinde im Département Ain in der Region Auvergne-Rhône-Alpes. Sie gehört zum Kanton Belley im Arrondissement Belley. Die Bewohner nennen sich Prémeyzélans. 

## Lage
Die Gemeinde Prémeyzel liegt im Bugey am Flüsschen Gland, das zur Rhône entwässert. Sie grenzt im Nordosten an Arbignieu, im Osten an Peyrieu, im Süden an Izieu, im Südwesten an Brégnier-Cordon, im Westen an Saint-Benoît und im Nordwesten an Saint-Bois.

## Bevölkerungsentwicklung
| Jahr                       | 1962 | 1968 | 1975 | 1982 | 1990 | 1999 | 2011 | 2021 |
| -------------------------- | ---- | ---- | ---- | ---- | ---- | ---- | ---- | ---- |
| Einwohner                  | 93   | 92   | 86   | 79   | 190  | 242  | 224  | 247  |
| Quellen: Cassini und INSEE |      |      |      |      |      |      |      |      |

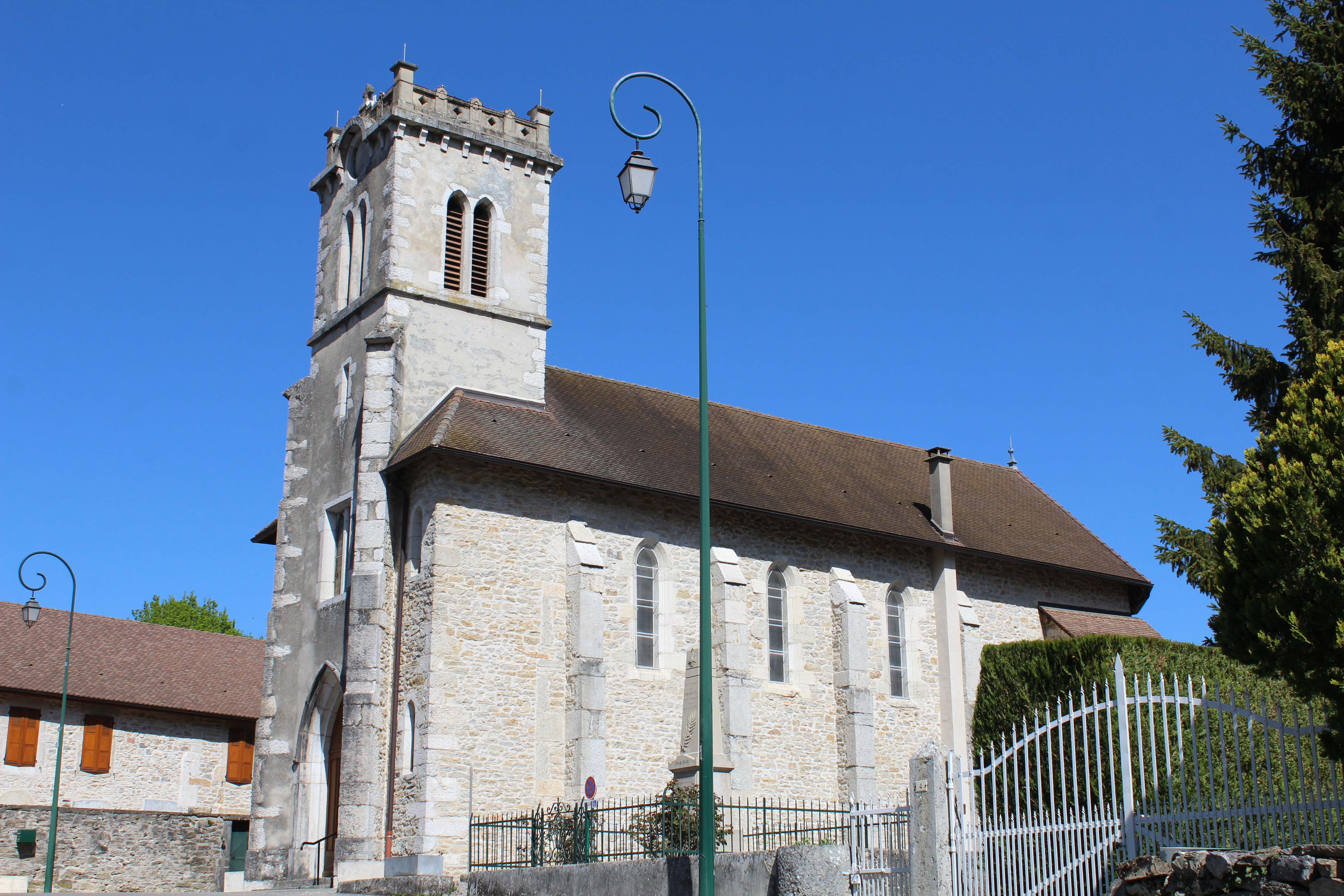
Himmelfahrts-Kirche
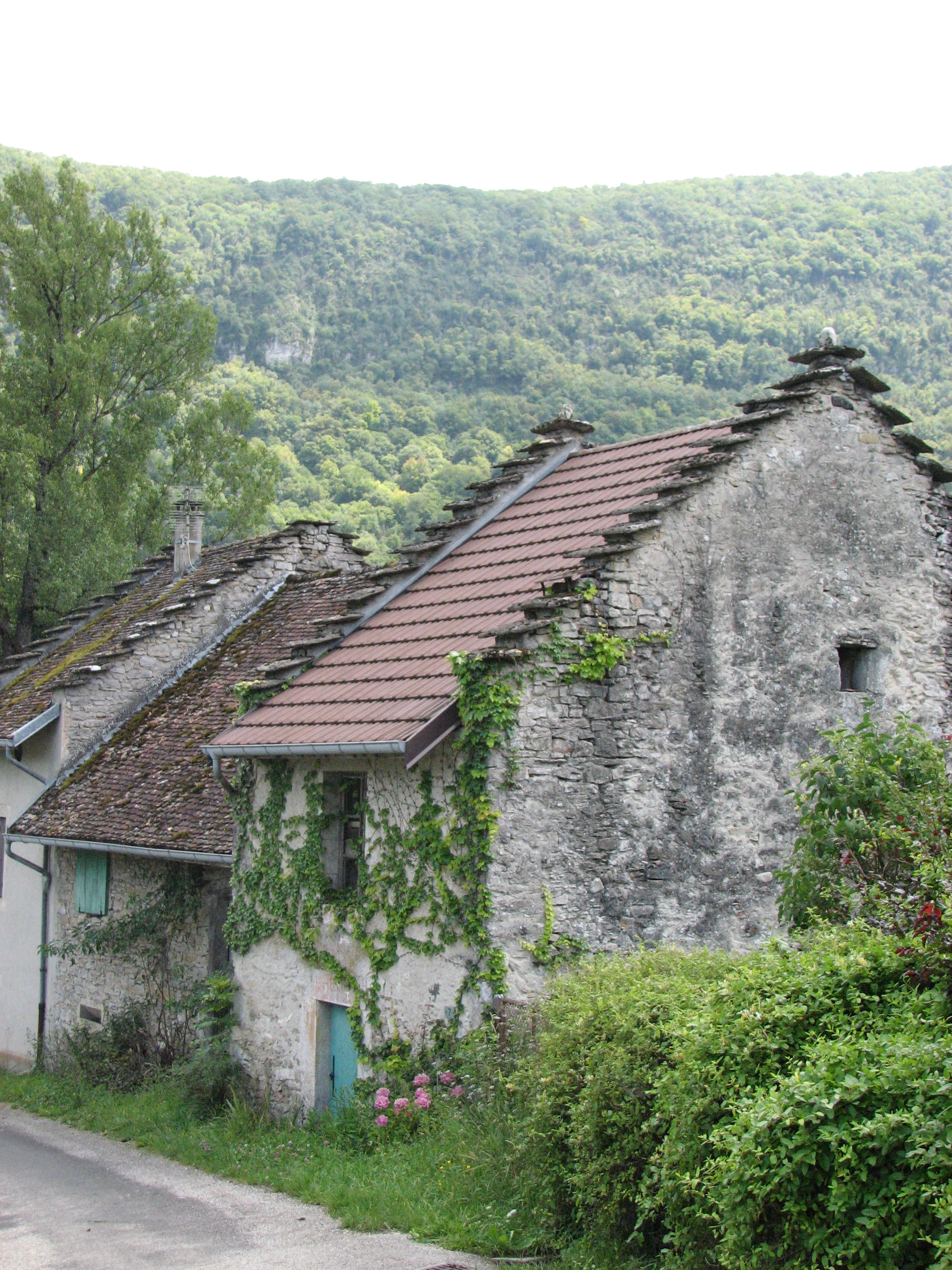
Häuser in einem mittelalterlichen Baustil
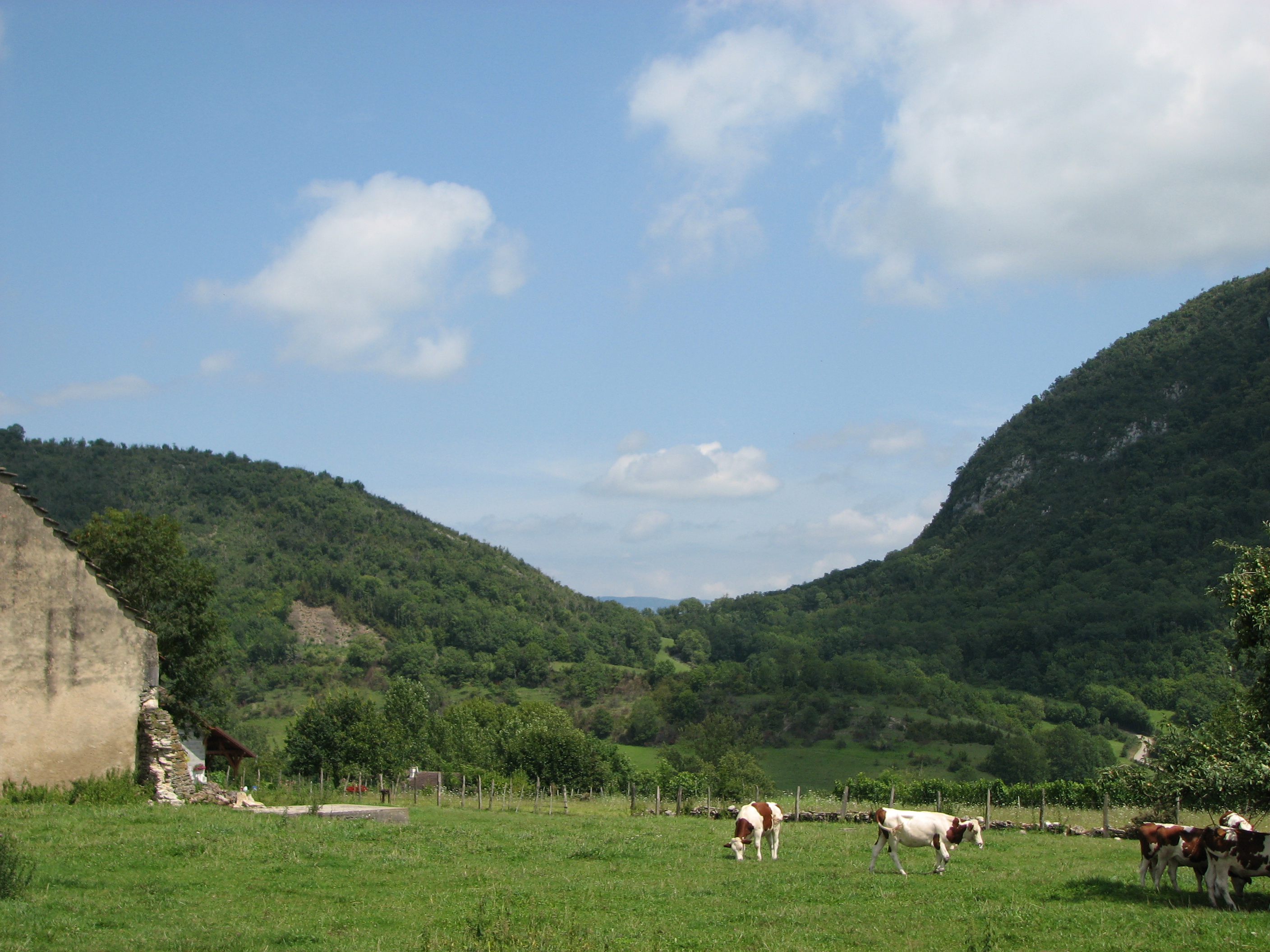
Pass Col de Prémeyzel
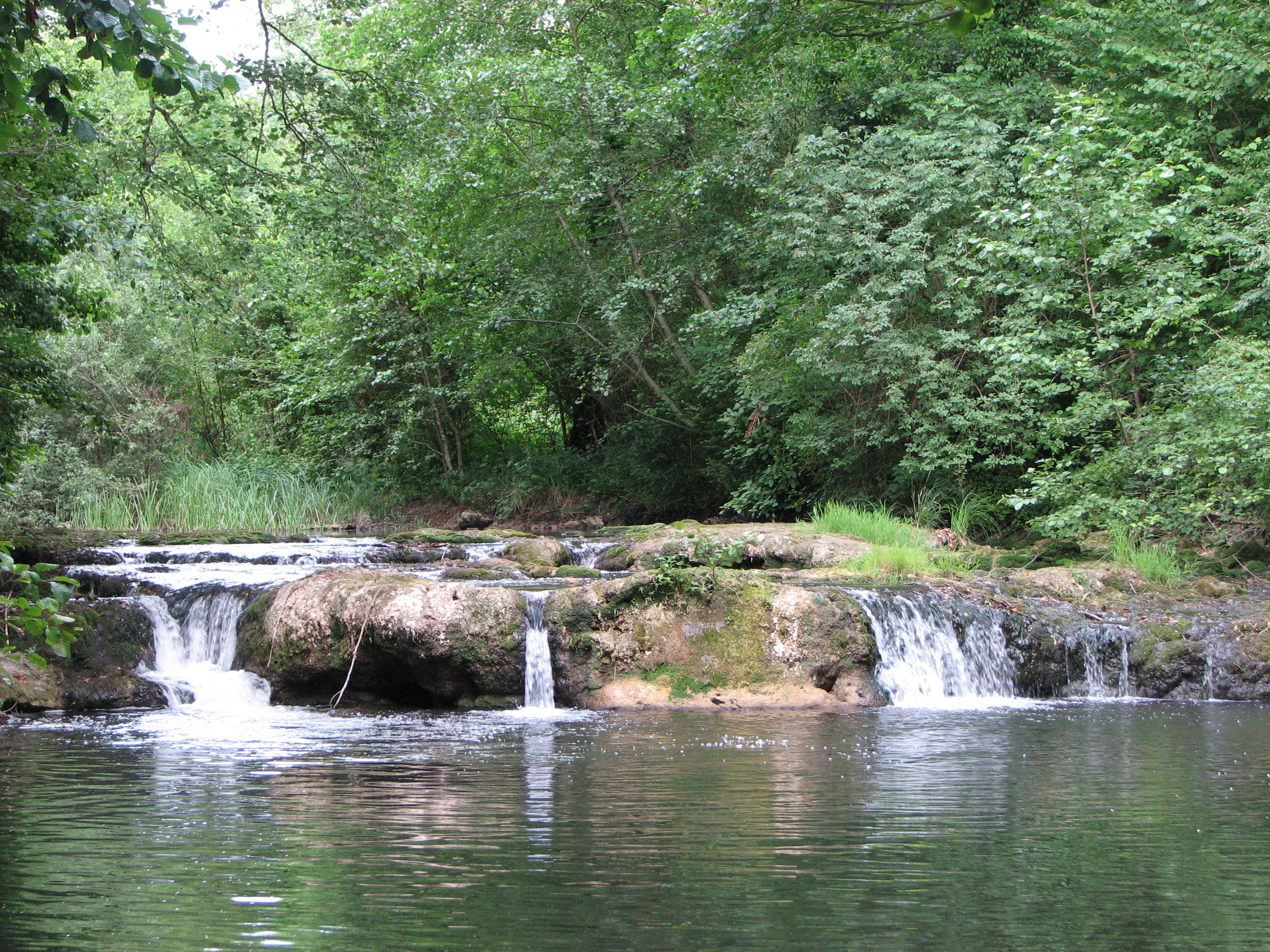
Der Gland, ein Nebenfluss der Rhône
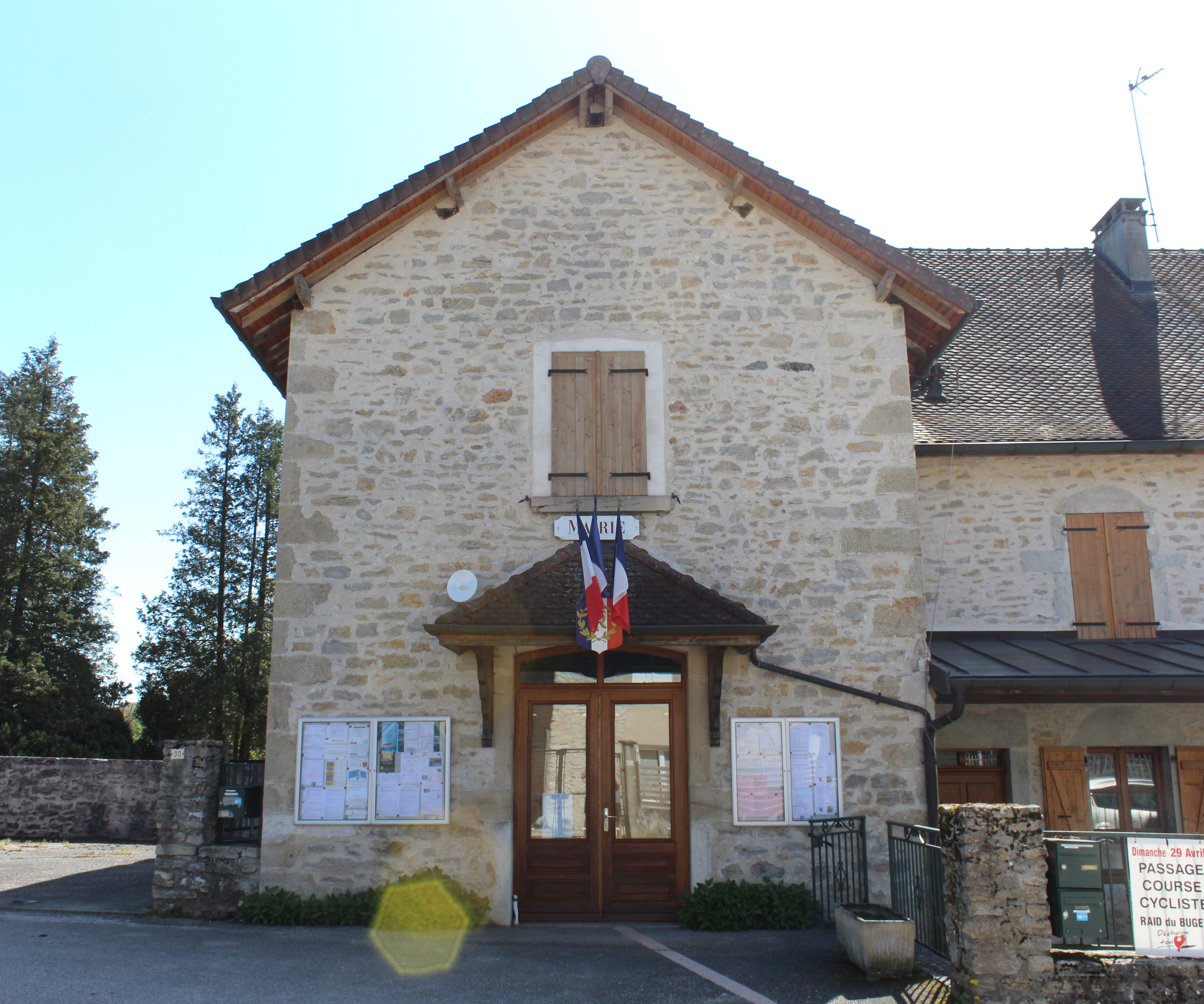
Rathaus (mairie)
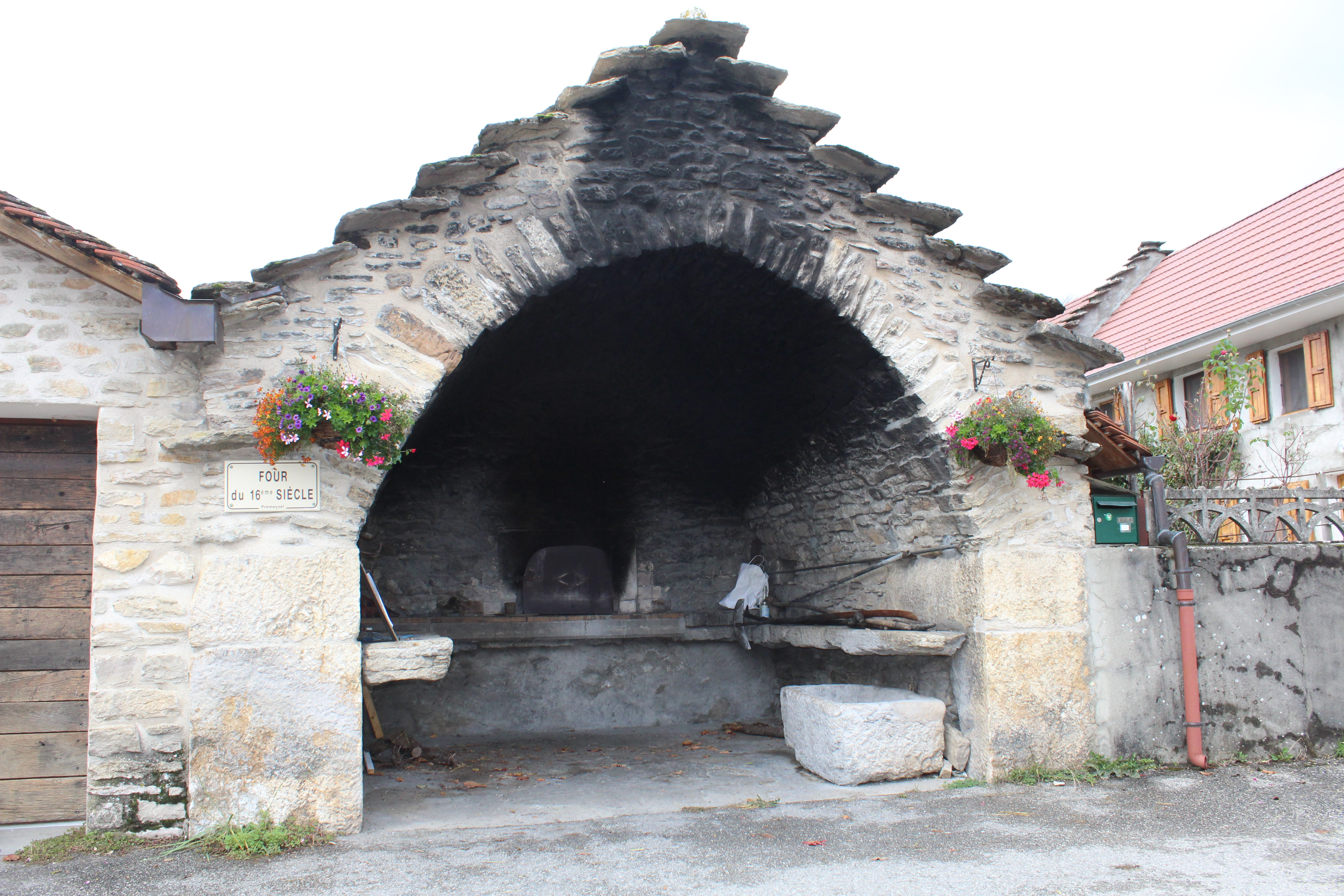
Ehemaliger öffentlicher Brotbackofen